# Тарикат
Тарикат, тарікат — містичний релігійний орден, дервішський орден.

## Опис
Слово тарика в значенні «шлях» вживається в Корані.

Тому під терміном тарикат розуміють також метод (шлях) містичного пізнання Істини. Цим шляхом йдуть численні суфійські ордени, які мають значний вплив на суспільне життя мусульманського світу. Прихильники мусульманського аскетизму, які йшли спочатку шляхом духовного піднесення і боротьби зі своїми пристрастями, в XI столітті об'єдналися навколо духовних наставників в тарикати. Центрами тарикатів стали численні обителі: рибати, ханаки і завії. 

## Список відомих тарикатів
- сухравардія
- кадирія
- бекташі
- чиштія,
- нізамія,
- сенусія,
- саадія,
- сухардія,
- мавлані,
- мюридія,
- накшбандія,
- маулавія,
- нурбахшія,
- німатуллахія,
- кубравія,
- халватія,
- захабія,
- алавія,
- маданія,
- хамідія-шазілія
- ясавія